# Torrent (fleuve)
Pour les articles homonymes, voir Torrent.
Le fleuve Torrent (en anglais : Torrent River) est un cours d’eau de la région de Tasman, situé dans l’Île du Sud de la Nouvelle-Zélande.

## Géographie
Il s’écoule vers l’est pour atteindre la baie de Torrent située sur la côte de la baie de Tasman dans le Parc national Abel Tasman. Le chemin de randonnée nommé Abel Tasman Track traverse la rivière tout près de son embouchure.
(en) Land Information New Zealand, « détail emplacement: Torrent (fleuve) », sur New Zealand Gazetteer